# Franz Grundmayr
Franz Grundmayr (* 15. November 1750 in Altenerding; † 25. Januar 1823 in München) war ein deutscher römisch-katholischer Geistlicher und Schriftsteller.

## Leben
Grundmayr erhielt in München und an der Universität Ingolstadt seine Ausbildung. 1773 erfolgte seine Priesterweihe. 1775 wurde er Benefiziat bei St. Peter in München. Dort wurde er 1775 zum Zeremoniar ernannt. Als solcher wirkte er bis zu seinem Tod. 
Grundmayer wurde auf Veranlassung des französischen Gesandten 1811 verhaftet, nachdem er Gebete veröffentlicht hatte, die sich kritisch zur Herrschaft Napoleons äußerten. Er wurde auf die Veste Oberhaus bei Passau verbracht. Erst 1816 wurde er dort aus der Haft entlassen.
Seine Schriften erfreuten sich seiner Zeit größerer Bekanntheit.

## Werke (Auswahl)
- Gegenstände der römisch-katholischen Glaubens- und Sittenlehre, Merz, Augsburg 1789.
- Vertrauliche Unterredung zwischen dem Priester Fr. Grundmayr, und einem ehemaligen angesehenen Kalvinisten, wie auch seiner Gemahlin lutherisch evangelischer Religion, Styx, Augsburg 1790.
- Lexikon der römischkatholischen Kirchengebräuche, Merz, Augsburg 1801.
  - 3. vermehrte Auflage erschien als: Liturgisches Lexicon der römischkatholischen Kirchengebräuche, Bolling, Augsburg 1822.
- Maria von Nazareth, des vermenschten Sohns Gottes, Jesus von Nazareth, wahre Mutter, 2. Auflage, Bolling, Augsburg 1819.
- Der katholische Gottesdienst durch die vierzigtägigen Fasten, vom Aschermittwoch anfangend, mit Einschluß des Osterfestes, Bolling, Augsburg 1820.
- Jesus von Nazareth, der göttliche Bußprediger , Bolling, Augsburg 1823.